# FGBE
FGBE (celým názvem Fantasy GameBook Engine) je nástroj pro vytváření počítačových gamebooků za použití jednoduchého scriptovacího jazyka, jehož autorem je Jan Jirkovský. Základem tvorby je editace datových souborů v textovém editoru a samotná hra probíhá v jednoduchém grafickém prostředí. Hra vytvořená ve FGBE se také nemusí striktně držet RPG žánru, může se jednat i o adventuru, nebo textovou strategii.

## Datové soubory
Datové soubory jsou uloženy ve formátu .gbs, lze je však editovat jako obyčejný text. Jsou to následující:
- Data.gbs – Základní soubor, zde se edituje samotná kostra gamebooku za pomocí skriptů a tagů, které přímo ovlivňují průběh hry.
- Zbrane.gbs – Seznam všech zbraní ve hře a určení jejich vlastností a efektů
- Zbroje.gbs – Seznam všech zbrojí ve hře a určení jejich vlastností a efektů
- Predmety.gbs – Seznam všech předmětů a jejich vlastností (lektvary, jídlo, nebojové vybavení...)
- Kouzla.gbs – Seznam kouzel a jejich účinků
- Utoky.gbs – Seznam útoků a jejich efektů a popisů
- Konstanty.gbs – Definice maker
- Obchod.gbs – Seznam obchodů

## Struktura skriptů
Základem je číslo lokace v lomených závorkách. Poté následuje tag <text>, který určuje popis lokace. Dále odkazy <menu>, které určují další možnosti postupu ve hře. Je možné přidávat další tagy, které rozvíjejí možnosti hry (<souboj> , <obchod>...). Malá ukázka:
```
<1>
<text obsah="Stojíš v malé slepé uličce, ze které vede cesta na východ. Vidíš zde také pootevřené dveře"> 
<menu popis="Nahlédneš do dveří" odkaz="2"> 
<menu popis="Odejdeš na východ" odkaz="3">
```